# Ercheia pannosa
Ercheia pannosa är en fjärilsart som beskrevs av Moore 1883. Ercheia pannosa ingår i släktet Ercheia och familjen nattflyn. Inga underarter finns listade i Catalogue of Life.